# 海上国道

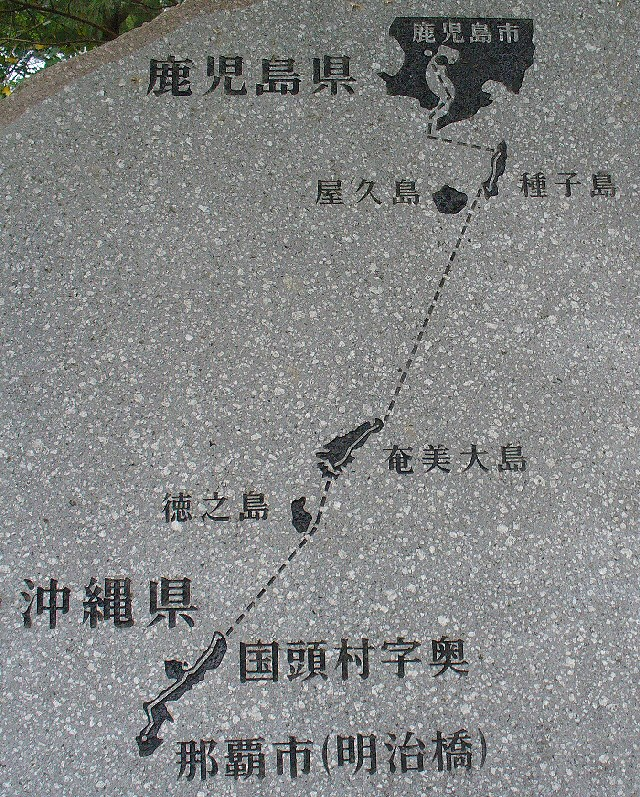
海上国道例(一般国道58号)

海上国道（かいじょうこくどう）とは、海上部（海上区間）を含めて一連の道路となる一般国道の俗称である。特に、海上部が架橋されておらず、一連の国道でありながらフェリー等によらねば通行不能なものを呼ぶことが多い。ただし、必ずしもフェリー航路が設定されているとも限らず、名目上だけでつながっているところもある。この意味での海上国道は、2009年現在日本には27路線（重複除いて24路線）ある。その路線上すべてを「海上国道」と呼ぶことは少なく、実体的な道路が存在しない海上部（海上区間）のみを指して呼ぶことが多い。

## 概要
一般国道の海上部は、国土交通省の規定により、「地上に建設された道路、あるいは橋や海底トンネルなどの構造物が存在しなくても、フェリーボートなどによって道路と道路を結ぶ1本の交通系統として機能があると判断できれば国道に指定する」とされている。
海上部も含めて一つの国道として建設・管理することが沿線の発展等に寄与すると国が認めているものであるが厳密には定義がなく、一般国道において「一般国道の路線を指定する政令」（昭和43年政令第58号）に示されている「重要な経過地」を経て海上部を含めて一連となっているかどうかで、海上国道であるか見極められる。その海上部は、フェリーで結ばれているところがほとんどで、同政令によって国道として指定できる海上区間は、双方の陸地にある国道がフェリー航路などによって結ばれていて、同じ交通系統にあたると判断されたときに国道としてみなされている。国道の海上区間を航路とするフェリーは商業名を「国道フェリー」と名乗っているところもあるが、ほぼすべての航路が民間運営であり（桜島フェリー、有明フェリーなど一部は公営）、海上国道であるという理由では国からの補助金等の援助は受けていない。以前は、日本道路公団（JH） 等が運営していた航路も存在した。

## 日本の海上国道一覧
海上国道は、海上区間を自動車道のバイパスで結ばれている路線を除いた場合に、日本全国で24路線ある。ここでは、海上区間が海底トンネル・高規格道路・自動車道のバイパスにより接続されている国道2号、国道28号、国道30号、国道317号、国道409号の5路線も含めた29路線を掲載する。
代表的な海上国道として、日本最長の海上国道である国道58号（鹿児島市 - 種子島 - 奄美大島 - 沖縄本島）、津軽海峡を渡って本州・青森県と北海道を結ぶ国道279号・280号・338号、東京湾口を横断して首都圏を環状に結ぶ国道16号などがある。
| 国道 番号 | 起点 終点                           | 海上部起点 | 海上部終点 | 主な 水域名など | 主な交通機関 （所要時間・運航本数） | 備考 |
| --------- | ----------------------------------- | --- | --- | --- | --- | --- |
| 2         | 大阪府大阪市 福岡県北九州市         | 下関市 （山口県） | 北九州市門司区 （福岡県） | 関門海峡 | 関門国道トンネル | 本州と九州を結ぶ唯一の一般国道。 近接ルートに関門橋（関門自動車道）。さらに関門海峡道路（第二関門橋）構想中（地域高規格道路候補路線）。 ※関門国道トンネル自体が国道2号の一部であり、不通区間としての海上区間は存在しない。 かつての海上区間に当たる下関港 - 門司港には旅客船（関門汽船・5分・1日44便）が運航。 |
| 16        | 神奈川県横浜市 神奈川県横浜市       | 富津港 （千葉県富津市） | 走水港 （神奈川県横須賀市） | 東京湾浦賀水道 | ※近隣航路 金谷港 - 久里浜港 （東京湾フェリー・35分・1日14 - 19便） | 東京湾をまたぐ国道2路線の一つ。 通称東京環状。 東京湾口道路構想中（地域高規格道路候補路線）。 |
| 28        | 兵庫県神戸市 徳島県徳島市           | 1.明石港 （兵庫県明石市） 2.福良港 （兵庫県南あわじ市） | 1.岩屋港 （兵庫県淡路市） 2.撫養港 （徳島県鳴門市） | 1.明石海峡 (淡路島) 2.鳴門海峡 | 1.淡路ジェノバライン（高速船のみ運航） （高速船13分・1日28 - 39便） 2.－ ※バイパス 1.2.神戸淡路鳴門自動車道 | 本州と四国にまたがる国道5路線の一つ、淡路島経由。 1.明石淡路フェリーは、以前はJH運営管轄。2008年12月終夜運航廃止。2010年11月15日限りで休止。2012年6月29日付で正式に廃止。 2.鳴門フェリーは1978年9月に廃止。近隣航路としては1995年まで淡路フェリーボートが存在。 神戸淡路鳴門自動車道（1.明石海峡大橋、2.大鳴門橋・撫養橋を含む）が国道28号バイパス。 |
| 30        | 岡山県岡山市 香川県高松市           | 宇野港 （岡山県玉野市） | 高松港 （香川県高松市） | 瀬戸内海備讃瀬戸 | ※バイパス 瀬戸中央自動車道 | 本州と四国にまたがる国道5路線の一つ、島を経由しない。 かつて鉄道連絡船宇高航路でもあった。 国内有数の頻発航路で、2008年3月までは合計1日100便以上運航されていたが、高速道路割引政策等の影響で大幅減便。2009年に津国汽船（本四フェリー）が撤退。当時運航していた2社は2010年3月26日をもって航路廃止を表明したが、同年3月4日に宇高国道フェリーが、同年3月11日に四国フェリーが、それぞれ航路廃止を撤回したものの、存廃問題は継続していた。 その後2012年10月17日をもって宇高国道フェリーが、2019年12月16日をもって四国フェリーがそれぞれ休止となった。 国道指定ではないが、四国汽船の直島（宮浦港）乗り継ぎ便（宇野 - 直島(宮浦)間 20分・1日13便・高速船15分・1日7便、直島(宮浦) - 高松間 50分・1日5便・高速船30分・1日5便）が存在。 瀬戸中央自動車道（瀬戸大橋）が国道30号バイパス。 |
| 42        | 静岡県浜松市 和歌山県和歌山市       | 伊良湖港 （愛知県田原市） | 鳥羽港 （三重県鳥羽市） | 伊勢湾伊良湖水道 | 伊勢湾フェリー （55分・1日8 - 9便） | 伊勢湾の湾口部をまたぐ、国道259号と重複区間。 伊勢湾口道路構想中（地域高規格道路候補路線） |
| 57        | 大分県大分市 長崎県長崎市           | 三角港 （熊本県宇城市） | 島原港 （長崎県島原市） | （宇土半島） 島原湾 （島原半島） | ※近隣航路 熊本港 - 島原港 （九商フェリー・60分・1日10便） （熊本フェリー・30分※高速フェリーによる運航・1日6 - 7便） 鬼池港 - 口之津港 （島原鉄道・30分・1日13 - 17便） | 島原湾を横断し、熊本県と長崎県にまたがる。 海上区間は旧国道215号。 かつては九州商船が運航していたが、1993年開設の熊本 - 島原航路との競合により採算が悪化、1999年から三角島原フェリー（60分・1日5便）が運航を引き継いだが、2006年8月29日をもって廃止。 |
| 58        | 鹿児島県鹿児島市 沖縄県那覇市       | 1.鹿児島港 （鹿児島県鹿児島市） 2.島間港 （鹿児島県南種子町） 3.古仁屋港 （鹿児島県瀬戸内町）                                                                                           | 1.西之表港 （鹿児島県西之表市） 2.赤木名港 （鹿児島県奄美市） 3.奥港 （沖縄県国頭村） | 1.鹿児島湾、大隅海峡 （種子島） 2.トカラ列島東海域 （奄美大島） 3.奄美群島付近海域                                                  | 1.鹿児島商船（フェリーは新屋敷商事運航） （3時間40分・1日1便・高速船1時間35分・1日6便） ・コスモライン （3時間30分・1日1便・高速船1時間35分・1日4 - 5便） 2.－ 3.※近隣航路 名瀬港 - 本部港 - 那覇港 （マルエーフェリー、マリックスライン・約13時間・2社でほぼ1日1便・※備考欄参照） | 九州本土から種子島、奄美大島を経て沖縄本島へ至る日本最長の海上国道。 2.種子島と奄美大島・沖縄本島を結ぶ定期航路はない。 1. - 3.鹿児島市と奄美大島と沖縄本島を結ぶ定期航路は鹿児島港 - 名瀬港 - 本部港 - 那覇港（マルエーフェリー、マリックスライン・約24時間40分・2社でほぼ1日1便）、鹿児島港 - 名瀬港（奄美海運・約13時間30分・週5便）（以上3社相互利用可能）が奄美群島内の他の島にも寄港しながら運航している。マルエーフェリーは東京 - 志布志 - 名瀬 - 那覇、神戸・大阪 - 志布志 - 名瀬 - 那覇のRO-RO船航路も月5 - 7便運航。 |
| 197       | 高知県高知市 大分県大分市           | 三崎港 （愛媛県伊方町） | 佐賀関港 （大分県大分市） | 豊後水道豊予海峡 | 国道九四フェリー （70分・1日16便） | 四国と九州にまたがる国道。 以前はJH運営管轄航路。 近隣航路に八幡浜港 - 別府港（宇和島運輸・1日6便・2時間45分）、八幡浜港 - 臼杵港（宇和島運輸・1日7便・2時間15分、九四オレンジフェリー・1日7便・2時間15分）がある。 豊後伊予連絡道路構想中（地域高規格道路候補路線）。 |
| 224       | 鹿児島県垂水市 鹿児島県鹿児島市     | 桜島港 （鹿児島県鹿児島市） | 鹿児島港 （鹿児島県鹿児島市） | 鹿児島湾西桜島水道 | 桜島フェリー（鹿児島市船舶部） （15分・1日88便・終夜運航） | 鹿児島湾をまたぐ国道3路線（実質2路線）の一つ。 鹿児島市内と大隅半島を短絡する国内有数の頻発航路（日中10 - 15分間隔）。 桜島架橋構想あり。 |
| 259       | 三重県鳥羽市 愛知県豊橋市           | 鳥羽港 （三重県鳥羽市） | 伊良湖港 （愛知県田原市） | 伊勢湾伊良湖水道 | 伊勢湾フェリー （55分・1日8 - 9便） | 伊勢湾の湾口部をまたぐ、国道42号と重複区間。 伊勢湾口道路構想中（地域高規格道路候補路線）。 |
| 260       | 三重県阿児町 三重県紀伊長島町       | 御座港 （三重県志摩市） | 浜島港 （三重県志摩市） | 英虞湾 | — | 英虞湾をまたぐが、両岸とも志摩市内。 かつて奥志摩フェリーが運航していた（1967年 - 1989年）。現在は旅客船のみ運航（志摩マリンレジャー・10分・1日5便） 英虞湾架橋構想あり。 |
| 269       | 鹿児島県指宿市 宮崎県宮崎市         | 山川港 （鹿児島県指宿市） | 伊座敷港（佐多港） （鹿児島県南大隅町） | 鹿児島湾湾口部 | ※近隣航路 山川港 - 根占港 （鹿児島交通・50分・1日4 - 5便） 指宿港 - 大根占港 （なんきゅうドック・40分・1日4便） | 鹿児島湾をまたぐ国道3路線（実質2路線）の一つ、国道448号と重複区間。 かつて錦江湾フェリーが運航していた(1965年 - 1980年)が、南海郵船に合併後、廃止。 近隣航路山川 - 根占フェリー（南海郵船）は2002年9月末にいったん廃止、2005年12月より自治体の支援を受け再就航、2010年2月末をもって撤退を表明。 |
| 279       | 北海道函館市 青森県上北郡野辺地町   | 函館港 （北海道函館市） | 大間港 （青森県大間町） | （渡島半島） 津軽海峡東部 （下北半島）                                                                                              | 津軽海峡フェリー （1時間40分・1日2便） | 本州と北海道にまたがる国道3路線（実質2路線）の一つで、国道338号と重複区間。 2008年12月東日本フェリーより航路を引継ぎ、2009年以降は暫定的に運航継続。 津軽海峡大橋構想あり。 ちなみに本州と北海道を結ぶ主力航路の青函航路（津軽海峡フェリー・3時間40分・1日8 - 9便・終夜運航、青函フェリー・3時間50分・1日8便・終夜運航）は国道区間に指定されていない。 |
| 280       | 青森県青森市 北海道函館市           | 三厩港 （青森県外ヶ浜町） | 福島港 （北海道福島町） | （津軽半島） 津軽海峡西部 （松前半島）                                                                                              | — | 本州と北海道にまたがる国道3路線（実質2路線）の一つ。鉄道の北海道新幹線・海峡線（青函トンネル）が並行する。道路トンネルとして青函第二トンネル構想がある。 東日本フェリーが就航していたが、1989年頃より夏期のみの不定期運航化。1992年以降は1998年夏期に運航されたのみ。再開が見込めず、両岸自治体が東日本フェリーの了解を得た上で他運航事業者を募集中。 |
| 317       | 愛媛県松山市 広島県尾道市           | 1.波止浜港 （愛媛県今治市） 2.大島宮窪港 （愛媛県今治市） 3.伯方島熊口港 （愛媛県今治市） 4.大三島井口港 （愛媛県今治市） 5.生口島赤崎港 （広島県尾道市） 6.因島大浜港 （広島県尾道市） | 1.大島下田水港 （愛媛県今治市） 2.伯方島尾浦港 （愛媛県今治市） 3.大三島瀬戸港 （愛媛県今治市） 4.生口島垂水港 （広島県尾道市） 5.因島金山港 （広島県尾道市） 6.向島津部田港 （広島県尾道市） | 1.来島海峡 （大島） 2.宮ノ窪瀬戸 （伯方島） 3.鼻栗瀬戸 （大三島） 4.伯方瀬戸北西方 （生口島） 5.海峡部 （因島） 6.布刈瀬戸 （向島） | 1.※近隣航路 今治港 - 下田水港 （協和汽船・22分・1日11便・高速船12 - 16分・1日3 - 9便） 2.シーセブン （20分・1日7便） 3.－ 4.－ 5.三光汽船 （4分・1日37便・日曜全便運休） 6.－ ※バイパス 1. - 6.西瀬戸自動車道                                                                      | 本州と四国にまたがる国道5路線の一つ、芸予諸島を経由。 西瀬戸自動車道（しまなみ海道）が国道317号バイパスであり、バイパスを構成する橋梁の開通により、本国道の海上区間を結んでいたフェリーの多くは廃止された。 今治から非架橋地区の上島町諸島経由で因島までを結ぶ航路（今治 - 大島友浦 - 伯方島木浦 - 上島町諸島 - 因島土生）を芸予汽船（旅客船・1日9便）が運航している。 向島 - 尾道市本土は橋梁（尾道大橋）接続。 |
| 324       | 長崎県長崎市 熊本県宇城市           | 茂木港 （長崎県長崎市） | 富岡港 （熊本県苓北町） | （長崎半島） 天草灘 （天草下島） | — | 長崎県から天草諸島経由で熊本県本土へまたがる国道。なお天草諸島と熊本県本土は橋梁（天草五橋、天草瀬戸大橋）接続。 2004年11月末にフェリーが休止され高速船のみの運航となった（航路自体廃止が表明されていた）。その後2006年4月1日から2011年9月30日まで苓北町所有の「フェリーきずな」が就航（運航は安田産業汽船）していたが、10月1日から再度高速船に移行し、自動車航送は廃止された。 |
| 338       | 北海道函館市 青森県上北郡おいらせ町 | 函館港 （北海道函館市） | 大間港 （青森県大間町） | （渡島半島） 津軽海峡東部 （下北半島）                                                                                              | 津軽海峡フェリー （1時間40分・1日2便） | 本州と北海道にまたがる国道3路線（実質2路線）の一つで、国道279号と重複区間。 津軽海峡大橋構想あり。 |
| 350       | 新潟県新潟市 新潟県上越市           | 1.新潟港 （新潟県新潟市） 2.小木港 （新潟県佐渡市） | 1.両津港 （新潟県佐渡市） 2.直江津港 （新潟県上越市） | 佐渡海峡 | 1.佐渡汽船 （2時間30分・1日5便・高速船60分・1日5 - 9便） 2.佐渡汽船 （2時間40分・1日2便） | 新潟県本土と佐渡島にまたがり新潟県本土に戻る離島国道。 2.2021年～2022年は高速船での運航が行われていたが、2023年よりフェリー運航が再開。冬季は運休。 |
| 382       | 長崎県対馬市 佐賀県唐津市           | 1.厳原港 （長崎県対馬市） 2.印通寺港 （長崎県壱岐市） | 1.勝本港 （長崎県壱岐市） 2.呼子港 （佐賀県唐津市） | （対馬） 1.対馬海峡東水道 （壱岐） 2.壱岐水道                                                                                       | ※近隣航路 1.厳原港 - 郷ノ浦港か芦辺港 （九州郵船・2時間15分・1日2便・高速船65分・1日2便） 2.印通寺港 - 唐津港 （九州郵船1時間40分・1日5便） | 九州本土と壱岐・対馬にまたがる離島国道。壱岐・対馬は長崎県だが、本国道の本土部は佐賀県。 九州本土から壱岐・対馬を経由し釜山へ至る日韓トンネルの構想がある。 1.博多 - 壱岐 - 対馬航路の一部。 2.2006年度まで印通寺港 - 呼子港で運航されていたが、2007年度より印通寺港 - 唐津港に変更された。 |
| 384       | 長崎県五島市 長崎県佐世保市         | 1.福江港 （長崎県五島市） 2.有川港 （長崎県新上五島町） | 1.奈良尾港 （長崎県新上五島町） 2.佐世保港 （長崎県佐世保市） | （五島列島福江島） 1.五島灘五島列島付近 （五島列島中通島） 2.五島灘北部                                                             | 1.九州商船 （70分・1日1 - 2便・高速船30分・1日1 - 3便） 2.九州商船 （2時間30分・1日2便・高速船直行で1時間30分・1日2便） ・美咲海送 （2時間45分・1日2便・高速船1時間30分・1日2便）                                                                                                  | 九州本土と五島列島にまたがる離島国道。 1.長崎 - 五島（福江）航路（1日全3便）の一部。 |
| 389       | 福岡県大牟田市 鹿児島県阿久根市     | 1.長洲港 （熊本県長洲町） 2.口之津港 （長崎県南島原市） 3.牛深港 （熊本県天草市） | 1.多比良港 （長崎県雲仙市） 2.鬼池港 （熊本県天草市） 3.蔵之元港 （鹿児島県長島町） | 1.有明海 （島原半島） 2.早崎瀬戸 （天草下島） 3.長島海峡 （長島）                                                                   | 1.有明フェリー（有明海自動車航送船組合） （40分・1日16 - 21便） 2.島鉄フェリー（島原鉄道） （30分・1日13 - 17便） 3.三和商船 （30分・1日10便） | 福岡県から熊本県を経て有明海をまたぎ、長崎県島原半島、熊本県天草下島、鹿児島県長島を経て鹿児島県本土へ至る、3つの海上区間を持つ国道。長島と鹿児島県本土は橋梁（黒之瀬戸大橋）接続。 2.3.島原 - 長島に島原天草長島連絡道路構想中（地域高規格道路候補路線）。 |
| 390       | 沖縄県石垣市 沖縄県那覇市           | 1.石垣市伊原間 （沖縄県） 2.平良港 （沖縄県宮古島市） | 1.宮古島市城辺保良 （沖縄県） 2.那覇港 （沖縄県那覇市） | （石垣島） 1.先島諸島付近海域 （宮古島） 2.沖縄本島南西方 - 宮古島北東方海域                                                        | — | 沖縄本島と先島諸島にまたがる長大な離島国道。 かつては近隣航路として有村産業が石垣港 - 平良港 - 那覇港間のカーフェリーを、本州と台湾を結ぶ国際航路の一部として運航していたが、経営破綻により2008年に運航停止し、本土・沖縄本島と先島諸島との間の定期旅客航路は存在しない状態である。 |
| 409       | 神奈川県川崎市 千葉県成田市         | 川崎市川崎区 （神奈川県） | 木更津市 （千葉県） | 東京湾 | 東京湾アクアライン | 東京湾をまたぐ国道2路線の一つ。 ※海上部の高規格道路東京湾アクアライン自体が国道409号線であり、海底トンネルと人工島と橋梁とにより不通区間としての海上区間は解消した。 なお東京湾アクアライン開通と引き換えに、それまでの海上区間川崎港 - 木更津港に運航していたフェリー（マリンエキスプレス・70分・1日22便）は廃止となった。 |
| 436       | 兵庫県姫路市 香川県高松市           | 1.姫路港 （兵庫県姫路市） 2.土庄港 （香川県土庄町） | 1.福田港 （香川県小豆島町） 2.高松港 （香川県高松市） | 1.播磨灘 （小豆島） 2.瀬戸内海備讃瀬戸                                                                                              | 1.小豆島フェリー （1時間40分・1日7便、多客期増便あり） 2.小豆島フェリー （60分・1日15便・高速船35分・1日16便） | 本州と四国にまたがる国道5路線の一つ、小豆島経由。 本州 - 小豆島は岡山港 - 土庄港（四国フェリー、国際両備フェリー・70分・1日8便）のほうが主力。 |
| 437       | 愛媛県松山市 山口県岩国市           | 松山港 （愛媛県松山市） | 伊保田港 （山口県周防大島町） | 瀬戸内海防予諸島付近海域 （屋代島）                                                                                                 | 周防大島松山フェリー （70分・1日4便） | 本州と四国にまたがる国道5路線の一つ、屋代島（周防大島）経由。屋代島と山口県本土は橋梁（大島大橋）接続。 路線指定時に岩国港 - 伊保田港 - 松山港航路の東半分を編入。現在は親会社防予フェリーの柳井 - 松山航路1日16便の一部（伊保田経由便）として運航。 |
| 448       | 鹿児島県指宿市 宮崎県宮崎市         | 山川港 （鹿児島県指宿市） | 伊座敷港（佐多港） （鹿児島県南大隅町） | 鹿児島湾湾口部 | ※近隣航路 山川港 - 根占港 （鹿児島交通・50分・1日4 - 5便） 指宿港 - 大根占港 （なんきゅうドック・40分・1日4便） | 鹿児島湾をまたぐ国道3路線（実質2路線）の一つ、国道269号と重複区間。 かつて錦江湾フェリーが運航していた（1965年 - 1980年）が、南海郵船に合併後、廃止。 近隣航路山川 - 根占フェリー（南海郵船）は2002年9月末にいったん廃止、2005年12月より自治体の支援を受け再就航、2010年2月末をもって再度の撤退を表明。 |
| 485       | 島根県隠岐の島町 島根県松江市       | 1.西郷港 （島根県隠岐の島町） 2.浦郷港 （島根県西ノ島町） | 1.別府港 （島根県西ノ島町） 2.七類港 （島根県松江市） | （隠岐諸島島後） 1.島後水道 （隠岐諸島西ノ島） 2.隠岐海峡                                                                           | 1.2.隠岐汽船 （七類 - 西郷直航で2時間25分・1日2 - 3便・高速船七類 - 西郷直航で1時間12分・1日1 - 2便） | 本土と隠岐諸島にまたがる離島国道。 航路は七類港 - 西郷港 - 別府港 - 七類港、境港 - 別府港 - 西郷港等の経路で、他の隠岐諸島各港も経由しながら巡回運航するが、浦郷港は経由しない。 |
| 487       | 広島県呉市 広島県広島市             | 1.高田港 （広島県江田島市） 2.切串港 （広島県江田島市） | 1.津久茂港 （広島県江田島市） 2.広島（宇品）港 （広島県広島市） | （江田島（西能美島）） 1.江田島湾 （江田島） 2.広島湾                                                                               | 1.2.高田港 - 広島（宇品）港 （江田島市企業局・40分・1日6便・高速船22分・1日20便） 2.上村汽船、瀬戸内シーライン （25分・2社で1日31便） | 広島県本土（呉市）から呉市倉橋島・江田島市江田島を経て広島県本土（広島市）に戻る国道。呉市本土 - 倉橋島 - 江田島（東能美島）は橋梁（音戸大橋、早瀬大橋）接続。 1.津久茂架橋構想あり。 2.宇品 - 切串航路の2社は2006年8月より定期券・回数券共通化。広島湾架橋構想あり。 |
| 499       | 長崎県長崎市 鹿児島県阿久根市       | 脇岬港 （長崎県長崎市） | 阿久根港 （鹿児島県阿久根市） | （長崎半島） 天草灘 | — | 長崎と鹿児島を結ぶ航路としては長崎港 - 串木野港間で1991年より安田産業汽船により高速船（1時間50分・1日2便）が就航、1995年9月休止、1997年4月子会社ヤスダオーシャンベッセルにより高速フェリー（2時間50分・1日2便）が就航、使用船舶トラブル続発により1998年11月休止、2001年4月使用船舶を引き継いだジェイオーシャンにより再開（3時間40分・1日1.5便）、経営破綻により2003年1月休止、そのまま廃止。 |